# مارتا بيلين
مارتا بيلين (بالإنجليزية: Marta Belen)‏ هي مغنية أوبرا أمريكية، ولدت في 1 ديسمبر 1942، وتوفيت في 5 أبريل 2005.